# John Luke Gallup
John Luke Gallup é pesquisador econômico independente que estuda os problemas de pobreza, geografia e saúde nos países em desenvolvimento.
Gallup tem doutorado em economia e mestrado em demografia pela Universidade da Califórnia, câmpus de Berkeley. Ele lecionou economia e foi pesquisador colaborador no Centro para o Desenvolvimento Internacional da Universidade de Harvard.
Seus atuais projetos utilizam a minhoca na erradicação do agente laranja no Vietnã.

## Publicações
- John Luke Gallup, Alejandro Gaviria, Eduardo Lora (2007): Geografia é destino?: lições da América Latina, São Paulo: Editora UNESP.
- John Luke Gallup, Jeffrey Sachs e Andrew D. Mellinger (1998): Geography and Economic Growth, World Bank Paper.
- Jeffrey D. Sachs, Andrew D. Mellinger e John L. Gallup (2000): The Geography of Poverty and Wealth, Centro de Desenvolvimento Internacional da Universidade de Harvard.
- John Luke Gallup, Jeffrey Sachs e Andrew D. Mellinger (1998): Geography and Economic Development, Cambridge: National Bureau of Economic Research Working Paper W6849, Dezembro 1998.